# Municipio de Monroe (condado de Bedford)
El municipio de Monroe (en inglés: Monroe Township) es un municipio ubicado en el condado de Bedford en el estado estadounidense de Pensilvania. En el año 2000 tenía una población de 1.372 habitantes y una densidad poblacional de 6 personas por km².

## Geografía
El municipio de Monroe se encuentra ubicado en las coordenadas 39°53′00″N 78°21′59″O / 39.88333, -78.36639.

## Demografía
Según la Oficina del Censo en 2000 los ingresos medios por hogar en la localidad eran de $31,313 y los ingresos medios por familia eran $34,911. Los hombres tenían unos ingresos medios de $25,257 frente a los $16,550 para las mujeres. La renta per cápita para la localidad era de $14,160. Alrededor del 4,2% de la población estaban por debajo del umbral de pobreza.